# Carlos Sejas
Carlos Leonardo Sejas Albis (Madrid, 10 gennaio 2004) è un calciatore boliviano, centrocampista dell'Aurora.

## Carriera

### Club
Cresciuto nel settore giovanile dell'Aurora, ha debuttato in prima squadra il 7 novembre 2021 nell'incontro di Primera División vinto 4-1 contro il Real Santa Cruz.

### Nazionale
Nel 2023 ha partecipato con le nazionale Under-20 boliviana al campionato sudamericano di categoria; successivamente ha militato anche in Under-23.
Ha debuttato con la nazionale maggiore boliviana il 14 novembre 2024 nell'incontro di qualificazione per il campionato mondiale 2026 perso 4-0 contro la Ecuador.

## Statistiche

### Presenze e reti nei club
Statistiche aggiornate al 3 giugno 2025.
| Stagione        | Squadra         | Campionato      | Campionato | Campionato | Coppe nazionali | Coppe nazionali | Coppe nazionali | Coppe continentali | Coppe continentali | Coppe continentali | Altre coppe | Altre coppe | Altre coppe | Totale | Totale | Totale |
| Stagione        | Squadra         | Comp            | Pres       | Reti       | Comp            | Pres            | Reti            | Comp               | Pres               | Reti               | Comp        | Pres        | Reti        | Pres   | Reti   |        |
| --------------- | --------------- | --------------- | ---------- | ---------- | --------------- | --------------- | --------------- | ------------------ | ------------------ | ------------------ | ----------- | ----------- | ----------- | ------ | ------ | ------ |
| 2021            | Aurora          | PD              | 5          | 0          | -               | -               | -               | -                  | -                  | -                  | -           | -           | -           | 5      | 0      |        |
| 2022            | Aurora          | PD              | 35         | 0          | -               | -               | -               | -                  | -                  | -                  | -           | -           | -           | 35     | 0      |        |
| 2023            | Aurora          | PD              | 29         | 0          | CdL             | 10              | 0               | CL                 | 3                  | 0                  | -           | -           | -           | 42     | 0      |        |
| 2024            | Aurora          | PD              | 36         | 4          | -               | -               | -               | -                  | -                  | -                  | -           | -           | -           | 36     | 4      |        |
| 2025            | Aurora          | PD              | 9          | 2          | -               | -               | -               | CS                 | 1                  | 0                  | -           | -           | -           | 10     | 2      |        |
| Totale carriera | Totale carriera | Totale carriera | 114        | 6          |                 | 10              | 0               |                    | 4                  | 0                  |             | -           | -           | 128    | 6      |        |

### Cronologia presenze e reti in nazionale
| Cronologia completa delle presenze e delle reti in nazionale ― Bolivia | Cronologia completa delle presenze e delle reti in nazionale ― Bolivia | Cronologia completa delle presenze e delle reti in nazionale ― Bolivia | Cronologia completa delle presenze e delle reti in nazionale ― Bolivia | Cronologia completa delle presenze e delle reti in nazionale ― Bolivia | Cronologia completa delle presenze e delle reti in nazionale ― Bolivia | Cronologia completa delle presenze e delle reti in nazionale ― Bolivia | Cronologia completa delle presenze e delle reti in nazionale ― Bolivia |
| Data                                                                   | Città                                                                  | In casa                                                                | Risultato                                                              | Ospiti                                                                 | Competizione                                                           | Reti                                                                   | Note                                                                   |
| ---------------------------------------------------------------------- | ---------------------------------------------------------------------- | ---------------------------------------------------------------------- | ---------------------------------------------------------------------- | ---------------------------------------------------------------------- | ---------------------------------------------------------------------- | ---------------------------------------------------------------------- | ---------------------------------------------------------------------- |
| 14-11-2024                                                             | Guayaquil                                                              | Ecuador                                                                | 4 – 0                                                                  | Bolivia                                                                | Qual. Mondiali 2026                                                    | -                                                                      | 80’                                                                    |
| Totale                                                                 |                                                                        | Presenze                                                               | 1                                                                      |                                                                        | Reti                                                                   | 0                                                                      |                                                                        |